# Ponikve (gmina Golubac)
Ponikve (cyr. Поникве) – wieś w Serbii, w okręgu braniczewskim, w gminie Golubac. W 2011 roku liczyła 77 mieszkańców.